# Fatal Fury: Wild Ambition
Fatal Fury: Wild Ambition (餓狼伝説 ワイルドアンビション?) è un videogioco picchiaduro a incontri prodotto dalla SNK. Il videogioco è stato distribuito nelle sale giochi giapponesi il 28 gennaio 1999, benché la schermata iniziale indichi come anno il 1998. Il titolo fa parte della serie di videogiochi di combattimento Fatal Fury, ed è stato uno degli ultimi giochi pubblicati per sistemi arcade Hyper Neo Geo 64. Successivamente è stato convertito per Sony PlayStation il 24 giugno 1999 in Giappone e l'11 dicembre 1999 in America Settentrionale. Il gioco è stato ripubblicato in versione digitale per PlayStation 3 e PlayStation Portable attraverso il PlayStation Network in Giappone il 25 aprile 2007.
Il gioco racconta nuovamente la storia del videogioco originale Fatal Fury ed introduce i personaggi di Toji Sakata e Tsugumi Sendo nella serie, inserendo Mai Shiranui, Kim Kaphwan e Li Xiangfei come partecipanti del torneo originale di King of Fighters. Inoltre compare il personaggio di Ryuji Yamazaki come boss di metà gioco. Invece Ryo Sakazaki compare con il nome di Mr. Karate, unendo a questo gioco gli eventi di Art of Fighting 2.

## Personaggi
Andy Bogard, Billy Kane, Duck King, Geese Howard, Joe Higashi, Kim Kaphwan, Li Xiangfei, Mai Shiranui, Raiden, Ryo Sakazaki, Ryuji Yamazaki, Terry Bogard, Toji Sakata, Tsugumi Sendo